# Taiyō to Umi no Kyōshitsu
Taiyō to Umi no Kyōshitsu (太陽と海の教室 lit. El salón del sol y el océano?), también conocida como Homeroom by the Beachside, es una serie de drama japonesa, estrenada el 21 de julio de 2008 por Fuji TV. Es protagonizada por Yūji Oda en el papel de Sakutaro Sakurai, un maestro de secundaria. Fue transmitida en el segmento Getsuku de Fuji TV, todos los lunes de 9pm a 9:54 p. m.. La serie tuvo una audiencia promedio de 14.8%.

## Argumento
En una escuela secundaria privada en Shōnan, prefectura de Kanagawa, los estudiantes de 3er año se preparan para sus exámenes de ingreso a la universidad. Sakutaro Sakurai es un profesor que es contratado en la escuela por la directora. Sin embargo, sus métodos poco ortodoxos de enseñanza y su énfasis en los valores de la vida chocan con la dura resistencia de sus alumnos, quienes solo están interesados en mejorar sus resultados académicos. Su enfoque poco ortodoxo también crea fricción entre él y el resto del personal.
Después de ayudar a sus alumnos con diversas dificultades y transmitirles valores, los alumnos de Sakutaro comienzan a respetarlo como su maestro. Los estudiantes también comienzan a darse cuenta de la importancia de perseguir sus sueños en lugar de seguir ciegamente un camino establecido por la sociedad o pares. Juntos, la clase crece como personas y son capaces de enfrentar los muchos desafíos que les depararon. Viendo el progreso de los estudiantes, los demás miembros del personal de la escuela comienzan a cuestionar su fijación en las calificaciones y en su lugar apoyan los métodos de enseñanza de Sakutaro.

## Reparto

### Personal de la escuela
- Yūji Oda como Sakutaro Sakurai
- Keiko Kitagawa como Wakaba Enokido
- Tetsuhiro Ikeda como Yasunori Akagi
- Michiko Kichise como Haruka Mayama
- Keiko Toda como Kyoka Hasebe
- Fumiyo Kohinata como Ryunosuke Kamiya

### Estudiantes
- Kie Kitano como Riku Shirasaki
- Masaki Okada como Hiroki Negishi
- Gaku Hamada como Hachiro Tabata
- Yuriko Yoshitaka como Akari Yashima
- Satoshi Tomiura como Yamato Kusunoki
- Akira Kagimoto como Moichi Higaki
- Mitsuki Tanimura como Hana Sawamiju
- Yūsuke Yamamoto como Eiji Kawabe
- Manami Kurose como Yuna Takabayashi
- Yūichi Nakamura como Masayuki Misaki
- Aya Ōmasa como Yukino Tsugihara
- Kento Kaku como Keigo Banno
- Atsuko Maeda como Mayu Hunaki
- Shiori Kutsuna como Risa Huzisawa